# Novelty Forever
Novelty Forever è un album in studio del gruppo musicale statunitense Bracket, pubblicato nel settembre del 1997.

## Tracce
1. Last Day Sunday – 3:03
2. Three Gardens – 2:40
3. The Evil Bean – 2:44
4. Don't Tell Miss Fenley – 2:28
5. Sour – 2:22
6. Back to Allentown – 2:56
7. Little Q & A – 2:50
8. One More Hangover Day (canzone di Warren, Pt. 7) – 3:34
9. I Won't Mind – 2:29
10. Optimist – 2:10
11. Drama Queen – 3:31
12. Little Q & A (ripetuta) – 1:13

## Formazione
- Marty Gregori – voce e chitarra
- Larry Tinney – chitarra
- Zack Charlos – voce e basso
- Ray Castro – batteria